# Alcock Scout
Alcock Scout (Alcock A.1, Sopwith Mouse) – brytyjski dwupłatowy jednomiejscowy samolot myśliwski z okresu I wojny światowej, zaprojektowany przez porucznika Johna Alcocka. Zbudowana w jednym egzemplarzu maszyna powstała z elementów myśliwców Sopwith Pup, Sopwith Triplane i Sopwith Camel. Samolot oblatany 15 października 1917 roku rozbił się w 1918 roku.

## Historia

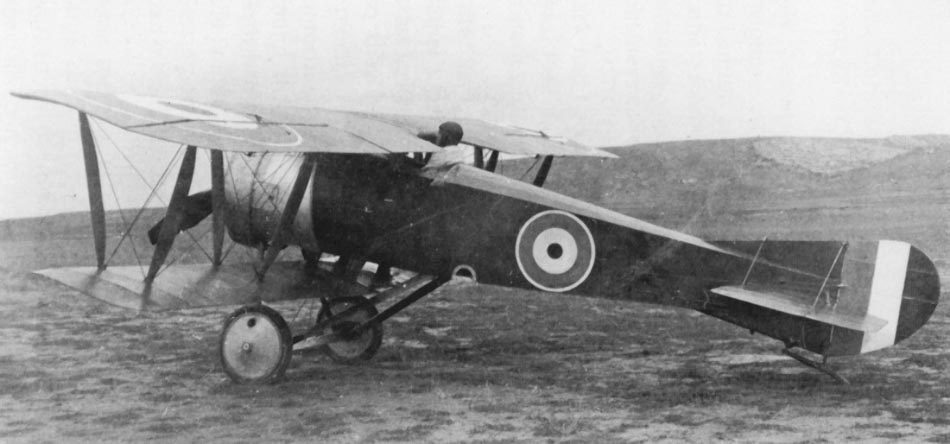
Myśliwiec Alcock Scout

Samolot myśliwski Alcock Scout, znany również pod nazwą Alcock A.1 lub Sopwith Mouse, zaprojektowany został w 1917 roku przez porucznika Johna Alcocka. Alcock służył wówczas w składzie 2. Skrzydła Royal Naval Air Service, operującego z Mudros. Zbudowany w koncepcji dwupłatu samolot składał się prawie w całości z komponentów myśliwców Sopwith Pup i Sopwith Triplane. Kadłub, podwozie i znaczna część dolnego płata pochodziły z Sopwith Triplane, podczas gdy większy fragment górnego skrzydła pierwotnie zamontowany był w Sopwith Pup. Wykonano nowe centropłaty górnego i dolnego skrzydła, umieszczając między nimi kadłub. Komora płatów była dwuprzęsłowa, a łączące skrzydła słupki zbiegały się do żeber dolnego płata. Usterzenie (statecznik poziomy i stery wysokości) pochodziły z myśliwca Sopwith Camel, łącząc się z tylną częścią kadłuba i pionowymi elementami usterzenia własnej konstrukcji (trójkątne płetwy na grzbiecie i spodzie kadłuba i ster kierunku). Większość prac obliczeniowych konstrukcji samolotu wykonał oficer greckiej marynarki wojennej Konstantyn, który przebywał wówczas w Mudros. W pierwotnej wersji płatowiec napędzany był silnikiem rotacyjnym Gnome Monosoupape o mocy 75 kW (100 KM), wymieniony później na silnik Clerget 9Z o mocy 81 kW (110 KM).
Konstruktor samolotu John Alcock nie doczekał dokonanego 15 października 1917 roku oblotu swego Scouta, gdyż 30 września w nocy został wzięty do niewoli przez Turków, zestrzelony na bombowcu Handley Page O/100 w zatoce Suvla (załogę tworzyli ponadto por. S.J. Wise i por. H. Aird). Samolot używany był operacyjnie przez 2. Skrzydło Royal Naval Air Service, bazując oprócz Mudros także w Stavros nieopodal Salonik. Na początku 1918 roku pilotowany przez por. Starbucka Alcock Scout rozbił się i już go nie naprawiono.

## Opis konstrukcji i dane techniczne
Alcock Scout był jednosilnikowym, jednomiejscowym dwupłatem myśliwskim. Długość samolotu wynosiła 5,82 metra, a jego wysokość 2,36 metra. Rozpiętość skrzydeł wynosiła 7,39 metra. W pierwszej wersji napęd stanowił chłodzony powietrzem silnik rotacyjny Gnome Monosoupape o mocy 75 kW (100 KM), finalnie wymieniony na silnik rotacyjny Clerget 9Z o mocy 81 kW (110 KM).
Myśliwiec uzbrojony był w dwa stałe zsynchronizowane karabiny maszynowe Vickers kalibru 7,7 mm.